# Isaac Gubel
Isaac Gubel [Buenos Aires, Argentina], 23 de febrero de 1927 - 21 de marzo de 1983) fue un psiquiatra y médico de medicina alternativa argentino.

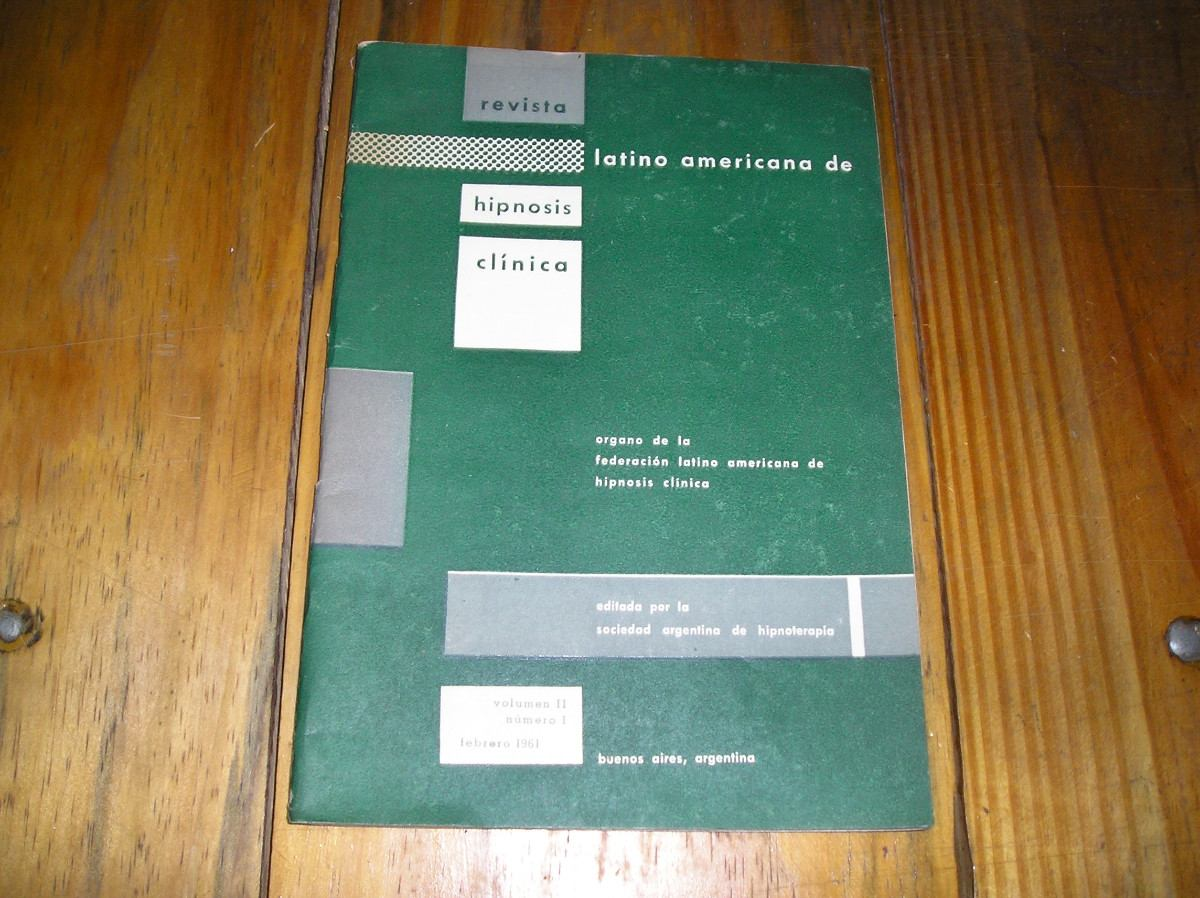
En 1959 Isaac Gubel cofundó la Revista Latino-Americana de Hipnosis Clínica.

Gubel fue originario de [Volinia (Polonia], radicado y educado en la Universidad de Medicina de Buenos Aires, Argentina.  Trabajó para Milton H. Erickson en Estados Unidos y fundó, junto con otros en Buenos Aires, la Sociedad Argentina de Hipnoterapia con el fin de difundir la hipnoterapia de Erickson en su país. También estuvo en contacto con Alfonso Caycedo y cofundó la Sociedad Argentina de Sofrología y Psicosomática (SASMEP). En 1959 fundó la Revista Latino-Americana de Hipnosis Clínica; fue el editor correspondiente del American Journal of Clinical Hypnosis  y del British Journal of Medical Hypnotism. Ha publicado numerosos artículos profesionales en inglés y español en estas revistas y otras. Investigó y dio conferencias en Brasil, México y Venezuela, entre otros. Se le considera tanto como «uno de los máximos exponentes de la hipnoterapia global» («uno dei massimi esponenti della ipnoterapia mondiale») y como un internacionalmente reconocido gran psiquiatra».
El Instituto Gubel de Investigación y Docencia en Hipnosis de Medicina Alternativa, Psicoterapias Breves y Medicina Psicosomática en Buenos Aires lleva su nombre.

## Publicaciones (selección)
- Isaac Gubel: Discusión del artículo de Milton H. Erickson. En: Anales del 35 Aniversario […] ress de la Asociación Médica Pan Americana. 1960.
- Isaac Gubel, Alfredo Achával : Ácido lisérgico en el alcoholismo (Catalizador psicoterapéutico). En: Relato del 2 ° Congreso Argentino de Psiquiatría. 1960.
- Isaac Gubel: Drogas alucinógenas e hipnosis en psicoterapia. En: Revista Latino-Americana de Hipnosis Clínica, vol.2, 1961, p.70-74. OCLC 915053009
- Isaac Gubel, H. Méson, Eduardo S. Corazzi: Hipnosis. Teoria, Técnica y Terapéutica. 1961 o años posteriores.

## Literatura
- Jeffrey Zeig, Elizabeth M. Erickson: Eulogy for Dr. Isaac Gubel. Archivado el 18 de julio de 2021 en Wayback Machine. En: The Milton H. Erickson Foundation, Inc. Newsletter, vol.3, n.2, 1983, p.1&6.